# Zodiaque
Pour les articles homonymes, voir Zodiaque (homonymie).
Pour l’article ayant un titre homophone, voir Zodiac.

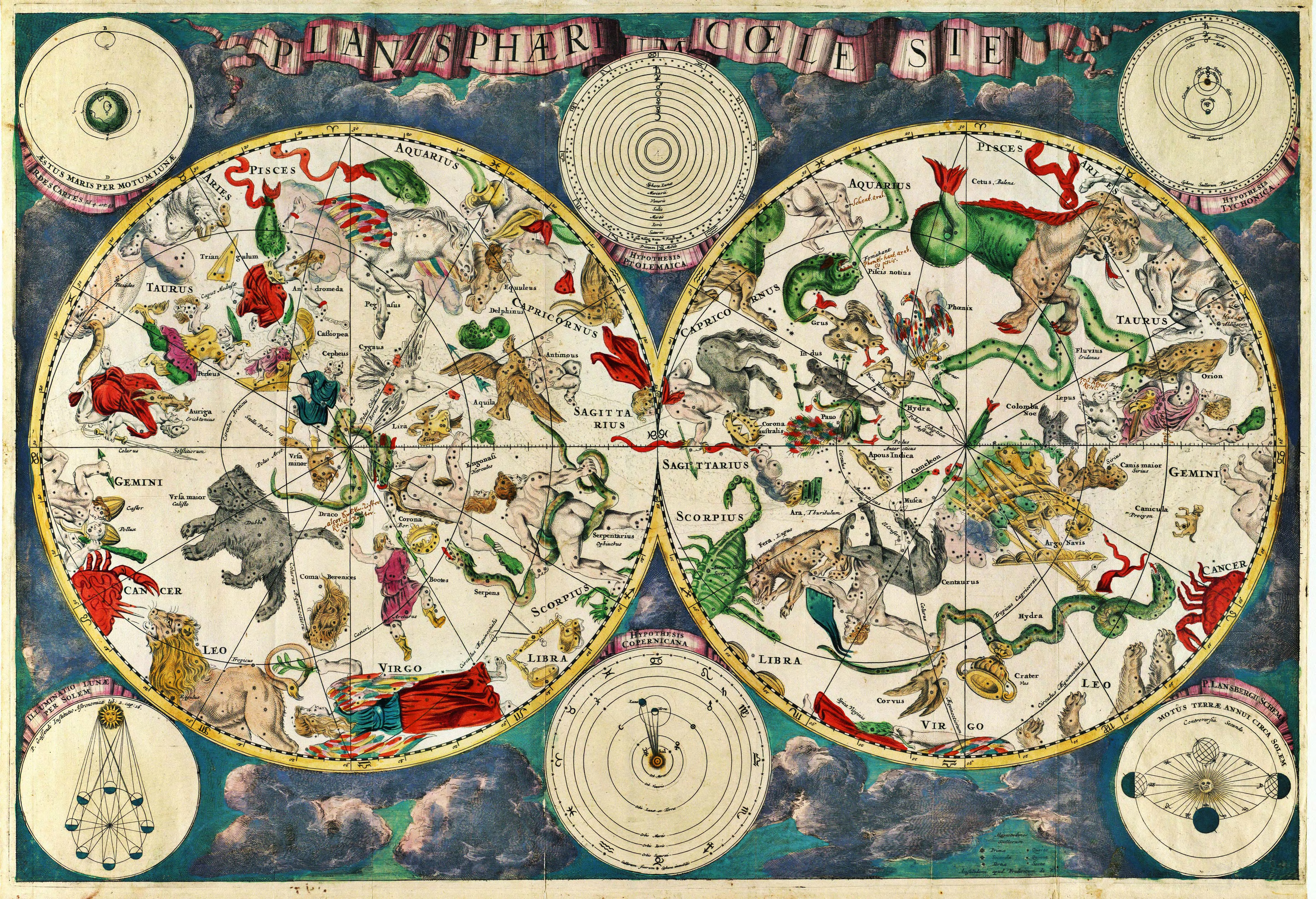
Représentation des étoiles et des signes du zodiaque dans l'hémisphère nord à gauche et dans l'hémisphère sud à droite, au XVIIe siècle.

Le zodiaque (prononcé [zo.djak] en français) est une zone circulaire  de la sphère céleste, dont l'écliptique occupe le milieu. Le zodiaque est donc la zone dans laquelle, aux yeux des Terriens, les planètes du Système solaire effectuent leur course apparente autour de la Terre. La largeur du zodiaque a ainsi varié en largeur selon le nombre de planètes connues, d'une largeur de 12 degrés dans l'Antiquité, à environ 17 degrés aujourd'hui.
Par abus de langage, le zodiaque est aussi le cercle médian de cette zone circulaire.

## Étymologie

Positionnement des constellations sur la ligne du zodiaque d'un planisphère de partition du ciel en constellations.

Le terme zodiaque est attesté en ancien français, vers 1230, sous la graphie erronée dyodake, le y ayant été confondu avec un z.
Il vient du substantif latin masculin zodiacus, lui-même emprunté à l'adjectif grec ζωδιακός [κύκλος] / zôdiakós [kúklos] qui veut dire « [cercle] de petits animaux, zodiaque », d'après le mot ζῴδιον / zốdion signifiant « figurine d’animal ».
En effet, presque toutes les constellations du zodiaque offrent l'apparence d'animaux, à l'exception de la Balance, tardivement détachée du Scorpion, qui est un objet ; des Gémeaux, de la Vierge et du Verseau, qui sont des êtres humains ; et du Sagittaire, qui est une créature hybride.

## Le zodiaque, une création mésopotamienne

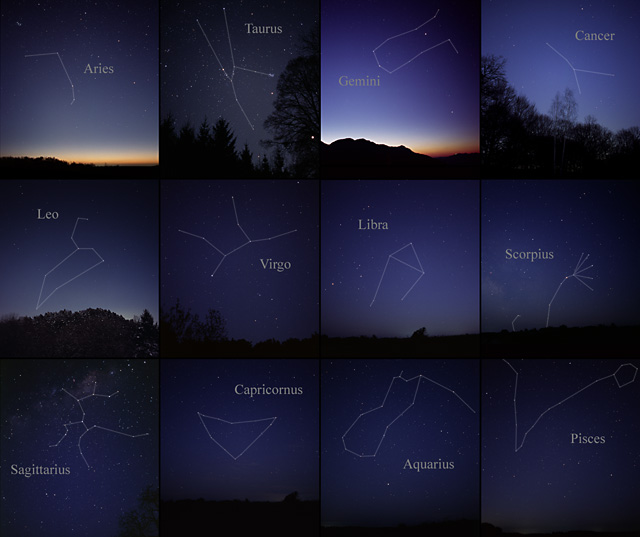
Constellations de l'écliptique, dites « constellations du zodiaque ».

La trajectoire du Soleil sur la voûte céleste est l'écliptique. Les planètes et la Lune s'en écartent plus ou moins, et l'on retient comme limite conventionnelle du zodiaque une bande de 8°30' de latitude de part et d'autre de l'écliptique. L'écliptique traverse treize constellations dans le ciel, mais l'une d'entre elles, Ophiuchus (ou le Serpentaire), ne fait pas partie du zodiaque traditionnel de l'astrologie.
Celui-ci a été divisé en Babylonie au Ve siècle av. J.-C. en douze parties égales (une pour chaque mois de l'année) auxquelles on a donné le nom de la constellation la plus proche. Les douze signes du zodiaque apparaissent pour la première fois dans une tablette cunéiforme astronomique datée de 419 av. J.-C. Elle présente un état différent du zodiaque des Grecs, mais plusieurs des signes de ce dernier y sont déjà présents sous le même nom ou un nom voisin (Jumeaux/Gémeaux, Crabe/Cancer, Lion, Balance, Scorpion, Capricorne, Géant/Verseau). Le zodiaque actuel, qui prend pour modèle celui des Grecs, est décrit par Claude Ptolémée au IIe siècle,.
Les constellations présentes dans le zodiaque sont : le Bélier, le Taureau, les Gémeaux, le Cancer (ou le Scarabée, ou le Crabe), le Lion, la Vierge, la Balance, le Scorpion, Ophiuchus (ou le Serpentaire), le Sagittaire, le Capricorne (ou la Chèvre), le Verseau et les Poissons.
« Les douze Signes du Zodiaque ont été ainsi appelés, parce que, au temps des premiers Astronomes, il leur répondait des Constellations qui avaient à peu près, par la disposition de leurs étoiles, les figures des noms qu'on leur a donnés : mais à présent ces constellations n'y répondent plus, ayant rétrogradé vers l'Orient de plus de vingt-huit degrés par le mouvement propre des étoiles fixes ; de sorte que la constellation du Bélier, qui du temps d'Hipparque répondait à la première douzième partie du Zodiaque, répond présentement à la seconde ; où était autrefois la Constellation du Taureau, qui à présent est dans la troisième partie douzième du Zodiaque. »,.

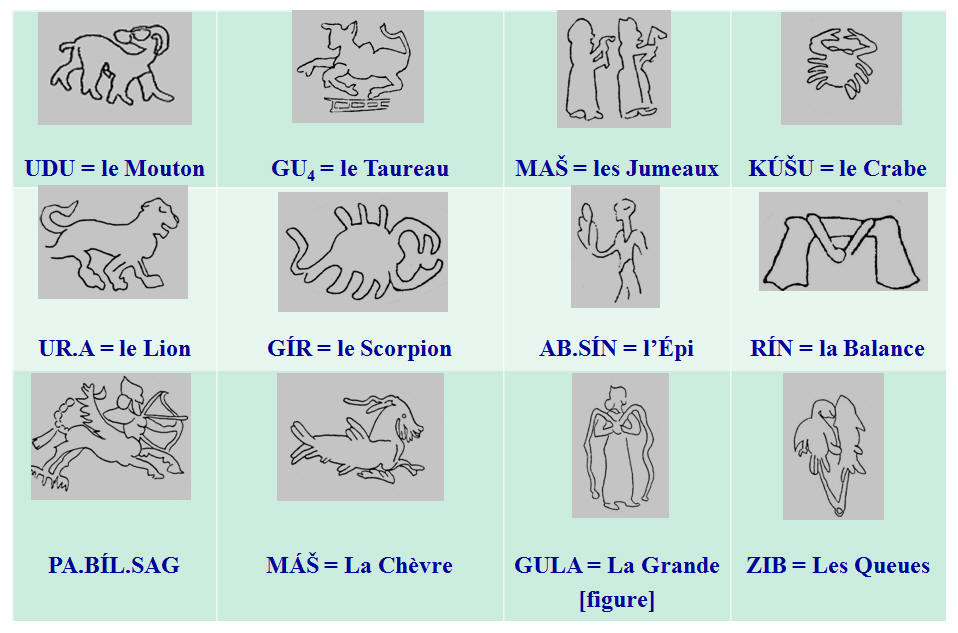
Empreintes de sceaux zodiacaux mésopotamiens d'époque séleucide.

## Le zodiaque chez les Grecs
(mai 2023).
À une époque où les calendriers n'existaient pas, ou n'étaient pas d'une précision suffisante, et où il n'existait pas de système fiable pour la détermination des heures durant la nuit, la chronologie de certaines actions étaient déterminées par des évènements célestes.
Pour pouvoir reconnaître les étoiles, celles-ci ont été regroupées en astérismes, auxquels un nom a été donné, associé à une histoire (procédé mnémotechnique)
Il est apparu aux diverses civilisations ayant pratiqué une forme d'astronomie que les planètes, contrairement aux étoiles (d'où leur nom signifiant "errant" en grecs), n'occupent qu'une bande étroite de ciel. Ces civilisations ont découpé cette bande particulière en un nombre variable de parties.
Dans Sur l'origine du zodiaque grec, M. Letronne précise que :
« 
la division de cette route [le zodiaque] en 27 ou 28 parties au moyen de la lune, en 12 , 24 , 36 ou 48 parties au moyen du soleil , peut exister chez des peuples qui n'ont eu, entre eux, aucune communication, parce qu'elle résulte de phénomènes constants et partout les mêmes. Tous les peuples ont pu observer que le mouvement propre de la lune, dans le ciel, s'opère dans un nombre de jours qui est entre 27 et 28 , et que la route annuelle du soleil est marquée par environ douze pleines lunes. Les uns purent donc imaginer de partager cette route en 27 ou 28 parties, les autres en 12, ou en nombres multiples de celui-là...
Ces distinctions , prises dans la nature même des choses, sont confirmées par ce qu'on remarque sur la sphère de plusieurs peuples , où l'on voit le zodiaque divisé dans le même nombre de parties, mais ayant des figures et des dénominations différentes : tels sont les 27 khordehs des Persans, les 27 nakshttras des Indiens, les 28 sou des Chinois.
 »
— Letronne, Sur l'origine du zodiaque grec

## Diffusion du zodiaque hors de Grèce
On a longtemps cru que le zodiaque avait été transmis aux peuples orientaux par les Grecs. Il en était ainsi pour M. Letronne, qui écrivait :
« 
les douze signes du zodiaque grec, noms et figures, nous sont connus dès le temps d'Eudoxe de Cnide (370 à 380 avant J.-C). On les retrouve à très-peu près les mêmes, et dans le même ordre, sur les monuments écrits ou figurés de l'Égypte, de la Perse, de l'Inde et de la Chine.
 »
— Letronne, Sur l'origine du zodiaque grec
Dans une étude plus récente, Jonas Carl Greenfields en 1995 ont montré que le zodiaque mésopotamien a été transmis en araméen et en hébreu directement sans passer par la langue grecque, à l'exception du signe de la Vierge qui aurait dans ces langues une origine grecque. Mais quelques années plus tard, Roland Laffitte montrait que la Vierge du zodiaque araméen de Qumran, soit Btūlta, et la Btūlta hébraïque ne devaient rien à une entremise grecque.
Il en est de même pour le zodiaque égyptien, directement hérité lui aussi de Mésopotamie, et du zodiaque sudarabique .

## Signes du zodiaque

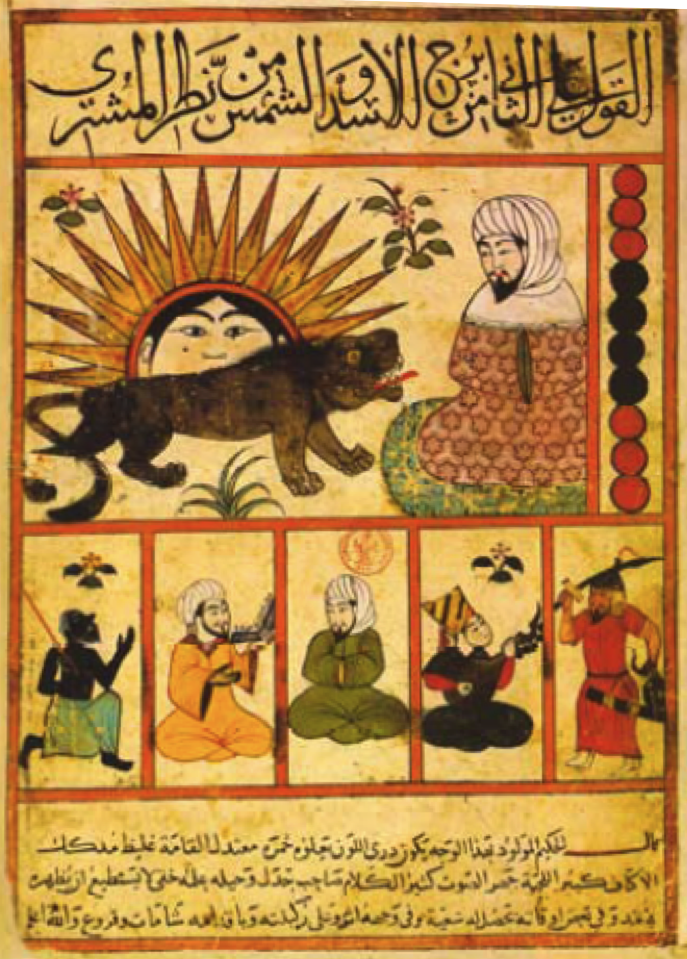
Le signe d’al-Asad / le Lion chez l'astrologue Abū Maᶜšar, 850 è. c.

Il existe différents zodiaques arabes, directement issus du zodiaque mésopotamien :
- Un zodiaque safaïtique (Ier-IVe s. de notre ère, servant de calendrier et édité par Ahmad Al-Jallad[13].
- Des zodiaques nabatéens (IIe s. de notre ère), notamment le relief de Khirbat al-Tannur, mais qui ne livrent hélas pas de noms.
- Un zodiaque sudarabique, incomplet, établi à partir de reliefs d’horoscopes de fondations d'édifices palaciaux (IIIe-IVe s. de notre ère) par Roland Laffitte[14].
- Un zodiaque arabe traditionnel dont la plus ancienne attestation est, selon l’érudit persan al-Bīrūnī, l’horoscope de fondation de la ville de Bagdad en 762[15].

Si les noms des constellations de l'astronomie arabe héritée des Grecs ont pu être traduits par les Arabes, les noms grecs du zodiaque n'ont jamais remplacé les noms du zodiaque arabe classique.

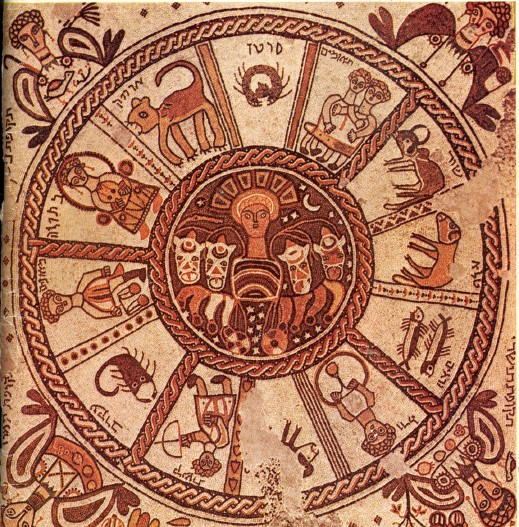
Mosaïque du Ve siècle de la synagogue de Beth Alpha représentant les signes du zodiaque.

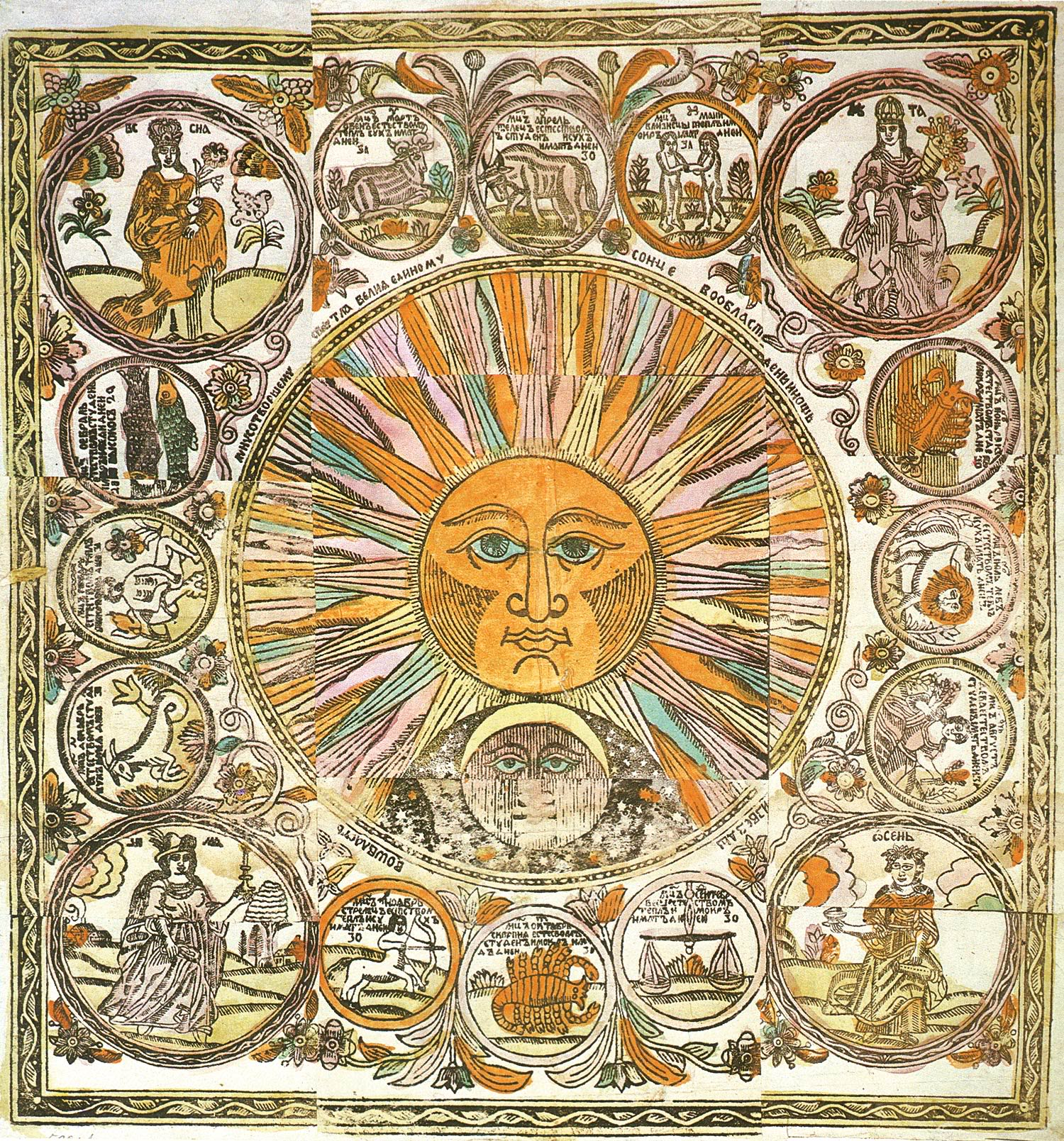
Un loubok russe.

Lorsqu'il divise, à la suite des astronomes mésopotamiens, le cercle de l'écliptique en douze douzièmes (dodécatémories), Eudoxe ne fait pas la confusion entre constellations, dites zodiacales, et signes du zodiaque. Un signe n'est en effet pas une constellation, c'est-à-dire une figure projetée sur la sphère céleste et rassemblant des étoiles et dont le nom peut traduire la place dans la figure (par exemple, le Cœur du Lion), et signes zodiacaux. Un signe est pour lui une douzième partie du cercle écliptique, et il ne fait qu'appeler, là encore à l'instar de ses prédécesseurs mésopotamiens, ces signes ou dodécatémories du nom de la constellation la plus proche, lesquelles s'étalent sur l'écliptique selon une taille variable, à l'exception d'Ophiuchus, qui n'est traversée par l'écliptique que sur une très faible longueur.
Eudoxe place aussi les points équinoxiaux et solsticiaux au milieu des signes. Hipparque a déplacé ces points au début des signes afin de pouvoir résoudre les problèmes de trigonométrie sphérique qu'il a rencontrés. Cette convention perdure aujourd'hui.
- le Bélier (Aries), est le nom donné au premier douzième du cercle zodiacal, il débute au point vernal.

Suivent :
- le Taureau (Taurus) ;
- les Gémeaux (Gemini) ;
- le Cancer (Cancer) ;
- le Lion (Leo) ;
- la Vierge (Virgo) ;
- la Balance (Libra), accueille le Soleil à partir de l'équinoxe d'automne, vers le 23 septembre ;
- le Scorpion (Scorpio) ;
- le Sagittaire (Sagittarius) ;
- le Capricorne (Capricornus),
- le Verseau (Aquarius) ;
- les Poissons (Pisces), qui achèvent le cycle.

Ces signes sont des secteurs réguliers de 30°, décomptés à partir du point vernal. Ils n'ont dès l'origine qu'un rapport lointain avec les constellations du même nom, dont les limites et positions sont irrégulières. De plus, ce rapport varie au fil du temps, du fait de la précession des équinoxes.
Pendant plus de deux millénaires, des savants, les astronomes (et des devins : les astrologues) ont repéré le mouvement des corps célestes non pas en degrés depuis le point vernal (longitude écliptique), comme de nos jours, mais en degrés depuis le signe courant. Ces deux méthodes sont équivalentes : une position planétaire à 17° du Lion (le cinquième signe) est à 4 × 30° + 17° = 137° du point vernal. Cette notation a été abandonnée par les astronomes à la seconde moitié du XIXe siècle.

### Caractères Unicode

Illustration des conséquences de la précession des équinoxes sur le zodiaque astronomique.

En Unicode, les symboles sont encodés dans le bloc des symboles divers:
1. U+2648 ♈ bélier (HTML : &#9800;)
2. U+2649 ♉ taureau (HTML : &#9801;)
3. U+264A ♊ gémeaux (HTML : &#9802;)
4. U+264B ♋ cancer (HTML : &#9803;)
5. U+264C ♌ lion (HTML : &#9804;)
6. U+264D ♍ vierge (HTML : &#9805;)
7. U+264E ♎ balance (HTML : &#9806;)
8. U+264F ♏ scorpion (HTML : &#9807;)
9. U+2650 ♐ sagittaire (HTML : &#9808;)
10. U+2651 ♑ capricorne (HTML : &#9809;)
11. U+2652 ♒ verseau (HTML : &#9810;)
12. U+2653 ♓ poissons (HTML : &#9811;)

## Zodiaque et astrologie
Les signes du zodiaque sont utilisés dans l'astrologie comme repères spatio-temporels permettant d'établir les correspondances sur lesquelles repose cette pratique de divination superstitieuse. Elle utilise pour cela la position de divers objets dans le zodiaque. Entre autres : les planètes, le Soleil, la Lune, et sur le plan local : l'horizon (l'ascendant étant le point de l'écliptique coupé par l'horizon est) et le méridien (le Milieu du Ciel correspondant au point où se trouve le Soleil à midi).

### Nature des signes
| Élément | Cardinal   | Fixe     | Mutable    |
| Feu     | Bélier     | Lion     | Sagittaire |
| Terre   | Capricorne | Taureau  | Vierge     |
| Air     | Balance    | Verseau  | Gémeaux    |
| Eau     | Cancer     | Scorpion | Poissons   |

### L'astrologie tropicale

Position de la bande zodiacale au fil de l'année : Les quatre sphères représentent les positions du Soleil au début de chaque saison. Le plan horizontal vert représente la terre ferme (l'horizon physique) pour une personne située sur le 50e parallèle. Les cercles verts et rouge représentent respectivement les tropiques et l'équateur projetés dans le ciel.

Le zodiaque dit tropical (mot venant du grec tropikos signifiant qui tourne) est le zodiaque des saisons. Le schéma ci-joint représente la trajectoire apparente annuelle du Soleil lorsque, en vision géocentrique, il semble se déplacer autour de la Terre. On distingue bien les quatre temps correspondant aux quatre boules : les deux solstices (le Soleil arrête de « monter » ou de « descendre » et inverse sa tendance) et les deux équinoxes (où la durée du jour est égale à la durée de la nuit « en haut » et « en bas »). Cela délimite les quatre saisons. Chaque saison est subdivisée en trois (selon la distinction ci-dessus : Cardinal, Fixe et Mutable) ce qui permet d'obtenir les douze signes de l'astrologie tropicale (celle des journaux).

### L'astrologie sidérale
L'astrologie sidérale, pratiquée essentiellement hors d'Occident (astrologie védique ou jyotish), divise également l'écliptique en douze zones, ou signes, de grandeur égale, dont la date de début varie selon la même précession que les équinoxes,.
Le décalage entre les signes tropicaux et les signes sidéraux (les constellations) était en 2004 de l'ordre de 25° environ selon la mesure de l'Ayanamsa par les astrologues hindous.
Les astrologies chinoises et indiennes ont une tradition propre pour désigner les signes, dont la liste n'a pas de lien avec les signes du zodiaque traditionnels.
À noter l'astrologie hellénistique, qui semble utiliser une astrologie sidérale fondée sur le zodiaque ptolémaïque.

## Influence de la symbolique zodiacale
Cette symbolique a été fréquemment et largement utilisée depuis l'époque gréco-romaine jusqu'à nos jours. Selon Jacques Halbronn, le zodiaque a subi diverses corruptions et les attributions des dieux-planètes aux signes ne correspondent pas. Ainsi, les gémeaux évoquaient au départ un couple (dans les almanachs et les livres d'heures, le mois de mai représente un couple, comme dans Les Très Riches Heures du duc de Berry), ce qui correspond à Vénus et non à Mercure, comme on peut le lire dans le Tetrabiblos de Claude Ptolémée (IIe siècle de notre ère).
Dans certaines représentations de la France romane, on voit le Christ éclairant de son auréole, tel un soleil, entouré de douze animaux représentant ses apôtres.
Il y a aussi l'association traditionnelle des quatre évangélistes aux quatre signes fixes : Luc et le Taureau, Marc et le Lion, Jean et le Scorpion (représenté sous la forme transfigurée de l'aigle) et Matthieu et le Verseau (l'Homme déversant le flot de la connaissance), composant ainsi le Tétramorphe. Cette symbolique est sans doute issue d'une tradition plus ancienne symbolisant les quatre saisons, d'après la concordance entre ces différentes saisons et la position du Soleil dans ces différentes constellations :
- le Taureau pour le printemps (symbole de fertilité)
- le Lion pour l'été (symbole de la puissance, due à la chaleur écrasante)
- le Scorpion pour l'automne (symbole de la mort qui arrive, l'empoisonneur)
- le Verseau pour l'hiver (saison des pluies).

Notons que les quatre étoiles fixes dites royales correspondent à une telle distribution : Aldébaran dans la constellation du Taureau, Régulus dans celle du Lion, Antarès dans celle du Scorpion et enfin Fomalhaut dans celle du Poisson Austral, à proximité de la constellation du Verseau.